# Rudolf Haag

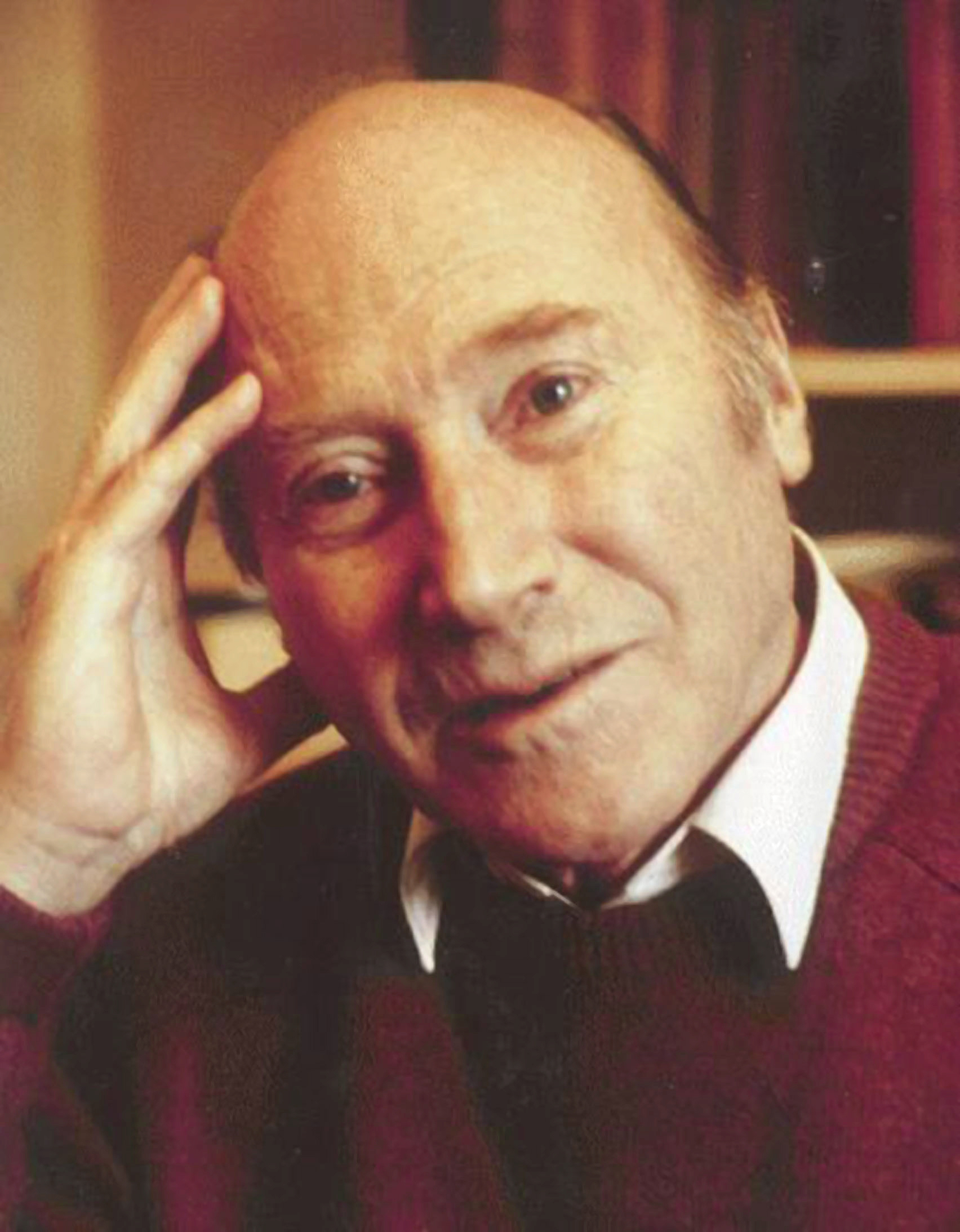
Rudolf Haag

Rudolf Haag (* 17. August 1922 in Tübingen; † 5. Januar 2016 in Fischhausen-Neuhaus) war ein deutscher theoretischer Physiker, der sich vor allem mit Grundlagenfragen der Quantenfeldtheorie beschäftigt hat.

## Leben
Haags Vater, Albert Haag, war Gymnasiallehrer für Mathematik, seine Mutter war die Schriftstellerin und Politikerin Anna Haag. Haag hielt sich zu Beginn des Zweiten Weltkriegs in England auf und wurde während des Krieges als Enemy Alien in Kanada interniert, wo er sich autodidaktisch in Physik und Mathematik fortbildete. Er studierte ab 1946 an der Technischen Hochschule in Stuttgart, wo er 1948 seinen Abschluss als Diplom-Physiker machte. 1951 wurde er an der Universität München bei Fritz Bopp promoviert (Die korrespondenzmäßige Methode in der Theorie der Elementarteilchen) und habilitierte sich 1954 (Zur relativistischen Quantentheorie wechselwirkender Teilchen). Von 1951 bis 1953 war er Assistent an der Universität München (ab 1954 Privatdozent) und besuchte 1953/54 die Theoriegruppe des CERN, die damals noch in Kopenhagen beheimatet war. 1956/1957 arbeitete er bei Werner Heisenberg am Max-Planck-Institut für Physik in Göttingen. Nach Gastprofessuren an der Princeton University und der Université de Marseille war er von 1960 bis 1966 Professor für Physik an der University of Illinois in Urbana-Champaign. Danach war er bis zu seiner Emeritierung 1987 Professor für Theoretische Physik an der Universität Hamburg. Nach seiner Emeritierung zog er an den Schliersee, wo er bis zu seinem Tode am Ereignisbegriff in der Quantenphysik arbeitete.
Haag war, zusammen mit Res Jost, Gründer und von 1965 bis 1973 erster Herausgeber der führenden Fachzeitschrift zur mathematischen Physik Communications in Mathematical Physics.
Zu seinen Schülern zählen u. a. Huzihiro Araki, Detlev Buchholz, Volker Enß, Klaus Fredenhagen und Bert Schroer.

## Wirken
Bereits am Anfang seiner Karriere trug Haag wesentlich zu den Konzepten der Quantenfeldtheorie bei, u. a. durch das haagsche Theorem. Aus diesem Theorem folgt, dass das Wechselwirkungsbild der Quantenmechanik in der Quantenfeldtheorie nicht existiert. Daher war ein neuer Zugang zur Beschreibung der Streuprozesse von Teilchen notwendig, den er in den folgenden Jahren entwickelte (Haag-Ruelle-Streutheorie.)
Bei diesen Arbeiten erkannte er, dass es den bis dahin postulierten starren Zusammenhang zwischen Feldern und Teilchen nicht gibt. Entscheidend für die Partikelinterpretation ist vielmehr das auf die Quantenfeldtheorie übertragene Einsteinsche Lokalitätsprinzip, das Operatoren den Gebieten der Raumzeit zuordnet. Ihre endgültige Formulierung fanden diese Einsichten in den Haag-Kastler-Axiomen für die lokalen Observablen jeder Quantenfeldtheorie. Dieser Rahmen benutzt Elemente der Theorie der Operatoralgebren und wird daher als algebraische Quantenfeldtheorie oder, mit Blick auf den physikalischen Gehalt, als Lokale Quantenphysik bezeichnet.
Dieses Konzept erwies sich als fruchtbar für das Verständnis von grundlegenden Eigenschaften jeder Theorie im vierdimensionalen Minkowskiraum. Ohne Annahmen über die Existenz nicht direkt beobachtbarer (da die Ladung ändernde) Felder zu machen, hat Haag in Zusammenarbeit mit Sergio Doplicher und John E. Roberts die mögliche Struktur der Superauswahlsektoren der Observablen in Theorien mit kurzreichweitigen Kräften aufgeklärt: Sektoren lassen sich stets komponieren, jeder Sektor genügt entweder der (para) Bose- oder der Fermistatistik und zu jedem Sektor gibt es einen konjugierten Sektor. Diese Einsichten entsprechen im Teilchenbild der Additivität von Ladungen, der Bose-Fermi Alternative für die Teilchenstatistik und der Existenz von Antiteilchen. In einem Spezialfall (einfache Sektoren) konnten aus den Observablen eine globale Eichgruppe und ladungstragende Felder rekonstruiert werden, die alle Sektoren aus dem Vakuumzustand erzeugen. Diese Resultate wurden später von Doplicher und Roberts für beliebige Sektoren verallgemeinert (Doplicher-Roberts-Dualitätstheorem). Die Anwendung dieser Methoden auf Theorien in niederdimensionalen Räumen führte auch zu einem Verständnis des dortigen Auftretens der Zopfgruppenstatistik und von Quantengruppen.
In der quantenstatistischen Mechanik gelang es Haag (zusammen mit Nico M. Hugenholtz und Marius Winnink) die Gibbs-von Neumannsche Charakterisierung von thermischen Gleichgewichtszuständen durch die KMS-Bedingung (nach Kubo, Martin, Schwinger) so zu verallgemeinern, dass sie auch auf unendlich ausgedehnte Systeme im thermodynamischen Limes anwendbar ist. Es zeigte sich, dass diese Bedingung auch eine herausragende Rolle in der Theorie der von Neumann Algebren spielt (Tomita-Takesaki-Theorie). Diese Theorie hat sich als zentrales Element bei der strukturellen Analyse und neuerdings auch bei der Konstruktion von konkreten quantenfeldtheoretischen Modellen erwiesen. Zusammen mit Daniel Kastler und Ewa Trych-Pohlmeyer gelang es Haag ferner, die KMS-Bedingung aus Stabilitätseigenschaften thermischer Gleichgewichtszustände herzuleiten. Gemeinsam mit Huzihiro Araki, Daniel Kastler und Masamichi Takesaki entwickelte er in diesem Rahmen auch eine Theorie des chemischen Potentials.
Der von Haag und Kastler geschaffene Rahmen zur Behandlung von Quantenfeldtheorien im Minkowskiraum lässt sich auf Theorien in gekrümmter Raumzeit übertragen. Haag hat hier durch Arbeiten mit Klaus Fredenhagen, Heide Narnhofer und Ulrich Stein wichtige Beiträge zum Verständnis des Unruh-Effekts und der Hawking-Strahlung geleistet.
Haag übte gegenüber aus seiner Sicht spekulativen Entwicklungen in der theoretischen Physik eine gewisse Zurückhaltung, hat sich jedoch gelegentlich auch mit derartigen Fragen beschäftigt. Am bekanntesten ist hier das Haag-Łopuszański-Sohnius-Theorem, in dem die möglichen Supersymmetrien der S-Matrix klassifiziert werden, die nicht vom Coleman-Mandula-Theorem erfasst werden. Er stand der Stringtheorie kritisch gegenüber, deren Vertretern er ein fundamentales Missverständnis des Teilchenkonzepts in der herkömmlichen Quantenfeldtheorie vorwarf.

## Ehrungen
Im Jahr 1970 erhielt er die Max-Planck-Medaille und 1997 den Henri-Poincaré-Preis. Er war Mitglied der Deutschen Akademie der Naturforscher Leopoldina (seit 1980) und der Akademie der Wissenschaften zu Göttingen sowie korrespondierendes Mitglied der Bayerischen Akademie der Wissenschaften und der Österreichischen Akademie der Wissenschaften.

## Schriften

### Fachartikel
- On quantum field theories, Matematisk-fysiske Meddelelser Kong. Danske Videns. Selskab, Bd. 29, 1955, Nr. 12 (Haagsches Theorem).
- Quantum field theory with composite particles and asymptotic conditions. Physical Review, Bd. 112, 1958, 669 (Haag-Ruelle Streutheorie).
- mit Daniel Kastler: An algebraic approach to quantum field theory. Journal of Mathematical Physics, Bd. 5, 1964, S. 848–861 (Haag-Kastler-Axiome).
- mit Sergio Doplicher, Rudolf Haag, John E. Roberts: Local observables and particle statistics 1 & 2. Commun.Math.Phys. 23 (1971) 199-230 & Commun.Math.Phys. 35 (1974) 49-85 (Doplicher-Haag-Roberts Analyse der Superauswahlstruktur)
- mit Nico Hugenholtz, Marius Winnink: On the Equilibrium states in quantum statistical mechanics. Commun.Math.Phys. 5 (1967) 215-236 (KMS-Bedingung).
- mit Daniel Kastler, Ewa Trych-Pohlmeyer: Stability and equilibrium states. Commun.Math.Phys. 38 (1974) 173–193 (Stabilität und KMS-Bedingung)
- mit Huzihiro Araki, Daniel Kastler, Masamichi Takesaki: Extension of KMS states and chemical potential. Commun. Math. Phys. 53 (1977) 97-134 (KMS-Bedingung und chemisches Potential)
- mit Heide Narnhofer, Ulrich Stein: On quantum field theory in gravitational background. Commun.Math.Phys. 94 (1984) 219 (Unruh-Effekt)
- mit Klaus Fredenhagen: On the derivation of Hawking radiation associated with the formation of a black hole. Commun.Math.Phys. 127 (1990) 273 (Hawking-Strahlung)
- mit Jan Lopuszanski, Martin Sohnius: All possible generators of supersymmetries of the S matrix, Nucl. Phys, B 88 (1975) 257 (Klassifikation der Supersymmetrie)
- Fundamental irreversibility and the concept of events, Commun.Math.Phys. 132 (1990) 245  (Ereignisbegriff; siehe dazu auch Abschnitt VII.3 in folgendem Buch)
- mit Detlev Buchholz: The quest for understanding relativistic quantum physics, Journal of Mathematical Physics 41 (2000) 3674–3697 (Rückschau und Ausblick)
- Rudolf Haag: QUESTIONS IN QUANTUM PHYSICS: A PERSONAL VIEW. In: Mathematical Physics 2000. PUBLISHED BY IMPERIAL COLLEGE PRESS AND DISTRIBUTED BY WORLD SCIENTIFIC PUBLISHING CO., 2000, ISBN 978-1-86094-230-3, S. 87–100, doi:10.1142/9781848160224_0005 (englisch, archive.org [abgerufen am 3. März 2023]).
- Rudolf Haag: Some people and some problems met in half a century of commitment to mathematical physics. In: The European Physical Journal H. Band 35, Nr. 3, November 2010, S. 263–307, doi:10.1140/epjh/e2010-10032-4 (englisch). (persönliche Erinnerungen)

### Fachbücher
- Rudolf Haag: Local Quantum Physics. Springer Berlin Heidelberg, Berlin, Heidelberg 1996, ISBN 978-3-540-61049-6, doi:10.1007/978-3-642-61458-3 (englisch).